# Iakob Estrup
Iakob Estrup (18. august 1925 på Frederiksberg – 3. januar 2012) var en dansk godsejer, hofjægermester og kammerherre, far til Hans Iakob Estrup.
Han var søn af kammerherre og hofjægermester Jacob Estrup og Inger født Skeel, blev student fra Stenhus Kostskole 1943, forstkandidat 1950, løjtnant af reserven ved Sjællandske telegrafregiment 1952, forstassistent ved Gisselfeld Klosters og Holmegaards skovdistrikter 1953-57, blev skovrider på Kongsdal skovdistrikt 1957 og var ejer af Kongsdal fra 1968 til 1990, da han overdrog det til sin søn. Han var Ridder af 1. grad af Dannebrogordenen.
Han blev gift 20. juni 1953 med sygeplejerske Karen Leth (født 1. december 1924 i Gangsted), datter af gàrdejer Hans Frederik Leth og og hustru Johanne født Schultz. 
Han er begravet på Undløse Kirkegård.